# Ophthalmis leucapex
Ophthalmis leucapex là một loài bướm đêm trong họ Noctuidae.